# Le Chambon
Le Chambon – miejscowość i gmina we Francji, w regionie Owernia-Rodan-Alpy, w departamencie Ardèche.
Według danych na rok 1990 gminę zamieszkiwały 83 osoby, a gęstość zaludnienia wynosiła 8 osób/km² (wśród 2880 gmin regionu Rodan-Alpy Le Chambon plasuje się na 1537. miejscu pod względem liczby ludności, natomiast pod względem powierzchni na miejscu 1094.).